# Viridivia
Viridivia je rod iz porodice Passifloraceae, potporodice Passifloroideae, tribusa Paropsieae.
Vrsta koja pripada ovom rodu je Viridivia suberosa, grm ili manje drvo iz Tanzanije i Zambije
V. suberosa je malo drvo do 8 m. visoko. Starije grane s uzdužno ispucanom plutastom korom; mlade grane s kratkim, krutim zlatnožutim ili smeđim dlakama. Cvjetovi dvospolni, pojavljuju se prije lišća, u gustim grozdovima na kraju kratkih ogranaka. Čašičnih listića 4. Prašnici 10-16, duguljasti, s dlakavim filamentima, izvana prekriven finom svilenkastom dlakom. Latica 4, manje od čašičnih listića; stilovi 4–6 s mesnatim ± bubrežastim stigmama; ovuli ± 50. Sjemenke su jajolike.